# Georg Peter Maurer

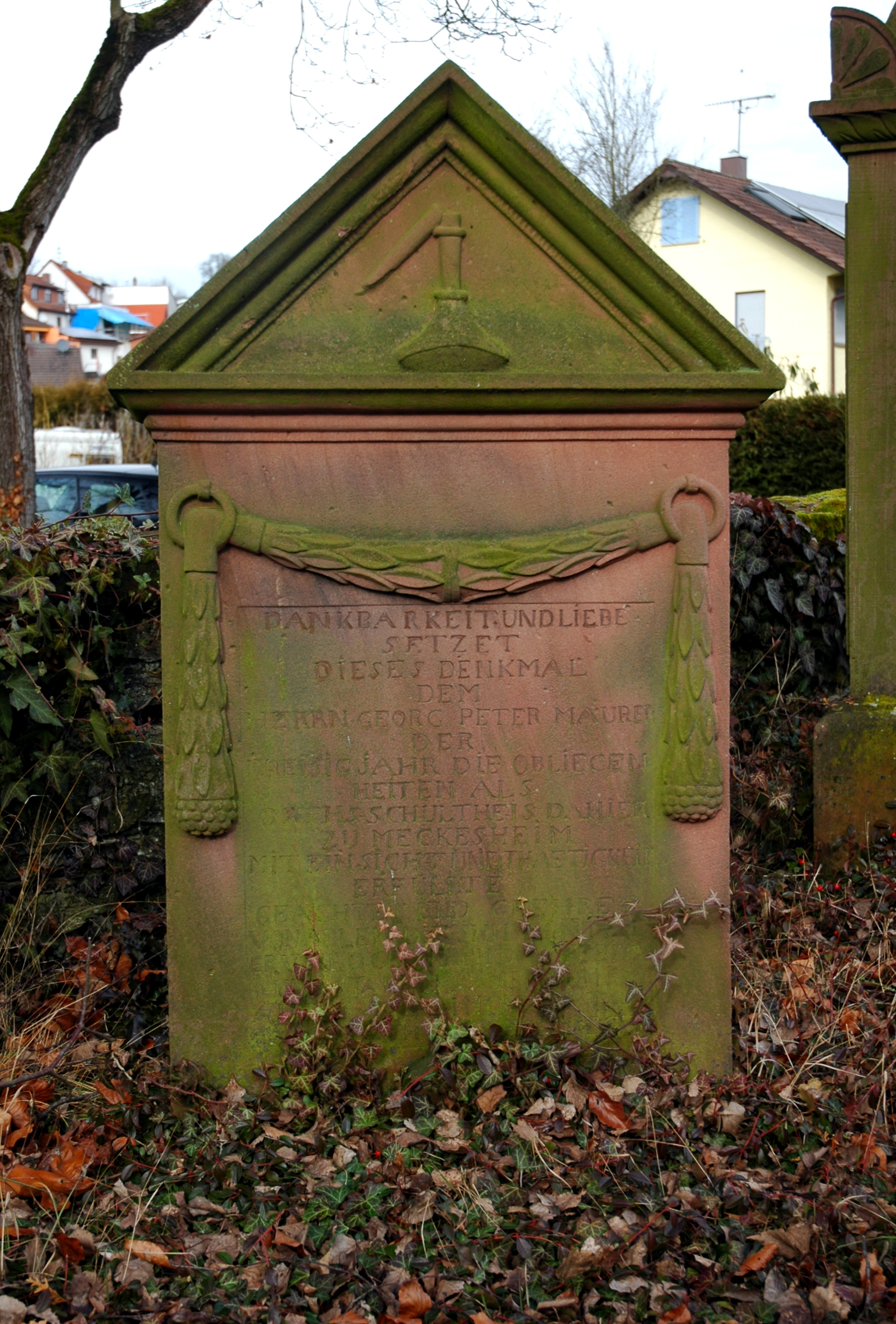
Grabstein Georg Peter Maurers in Meckesheim

Georg Peter Maurer (* 20. Februar 1730 in Meckesheim; † 21. März 1815 ebenda) war von 1781 bis 1814 kurpfälzischer und badischer Oberamtsschultheiß von Meckesheim und nahm in seinem Amt auch auf Landesangelegenheiten Einfluss. Er war weit über Meckesheim hinaus bekannt und galt zu Beginn des 19. Jahrhunderts als „fast legendäre Gestalt in der Pfalz“.

## Leben
Maurer war ein bedeutender Grundbesitzer und zu seiner Zeit der reichste Meckesheimer Bürger. Er kam mit 51 Jahren als Gläubiger der Gemeinde zum Amt als Schultheiß im Oberamt Heidelberg, das er bis zu seinem 84. Lebensjahr innehatte. Maurer war auch Zehentschöffe und verwaltete die Kriegskasse der Meckesheimer Zent bis zu ihrer Auflösung 1803.
Maurer führte Meckesheim mit kraftvoller, aber auch harter Hand. So wurde unter Maurer in den Jahren 1803 bis 1807 der Lobbachdamm errichtet, der das Dorf vor den regelmäßigen Überschwemmungen der Lobbach schützte. Allerdings ließ Maurer dieses Bauprojekt, um die Gemeindekasse zu schonen, durch Frondienst der Dorfbewohner durchführen, was zu seiner Unbeliebtheit beitrug. Während der Koalitionskriege stand Maurer in freundschaftlichem Verkehr mit dem französischen General Ney, der in der Zeit im Nachbarort Zuzenhausen mit seinen Truppen in Quartier lag, was ihm später den Vorwurf der Kollaboration eintrug.
Im Taschenbuch für die vaterländische Geschichte von 1842 wird Maurer hingegen durchaus positiv geschildert. Er habe auf die Landesangelegenheiten bedeutenden Einfluss ausgeübt. Als „kräftiger und verständiger“ Amtsmann und Zentrichter habe Maurer über viele Jahre zum Wohl der Amtsuntergebenen als Richter, Ratgeber und Wohltäter gewirkt. Maurers Bild ist in der Nachbetrachtung mithin widersprüchlich.

## Familie
Seine Ehefrau war Maria Barbara, geb. Welcker (auch Welker geschrieben; * 9. Januar 1732; † 19. April 1784). Der gemeinsame Sohn Johann Konrad Maurer (1753–1832) war Pfarrer in Erpolzheim und Kirchheim bei Heidelberg. Sein Enkel, Sohn des Pfarrers, Georg Ludwig von Maurer war ein bedeutender Rechtshistoriker und bayerischer Staatsmann. In Heidelberg wurden der Theologe Johann Friedrich Abegg und der Chemiker Leopold Gmelin die Ehemänner seiner Enkelinnen, den Töchtern des Pfarrers. Seine Tochter Susanna Margarete (1766–1830) wurde die Ehefrau seines Amtsnachfolgers, des Meckesheimer Schultheißen und badischen Landtagsabgeordneten Jakob Friedrich Rausmüller.

## Nachleben

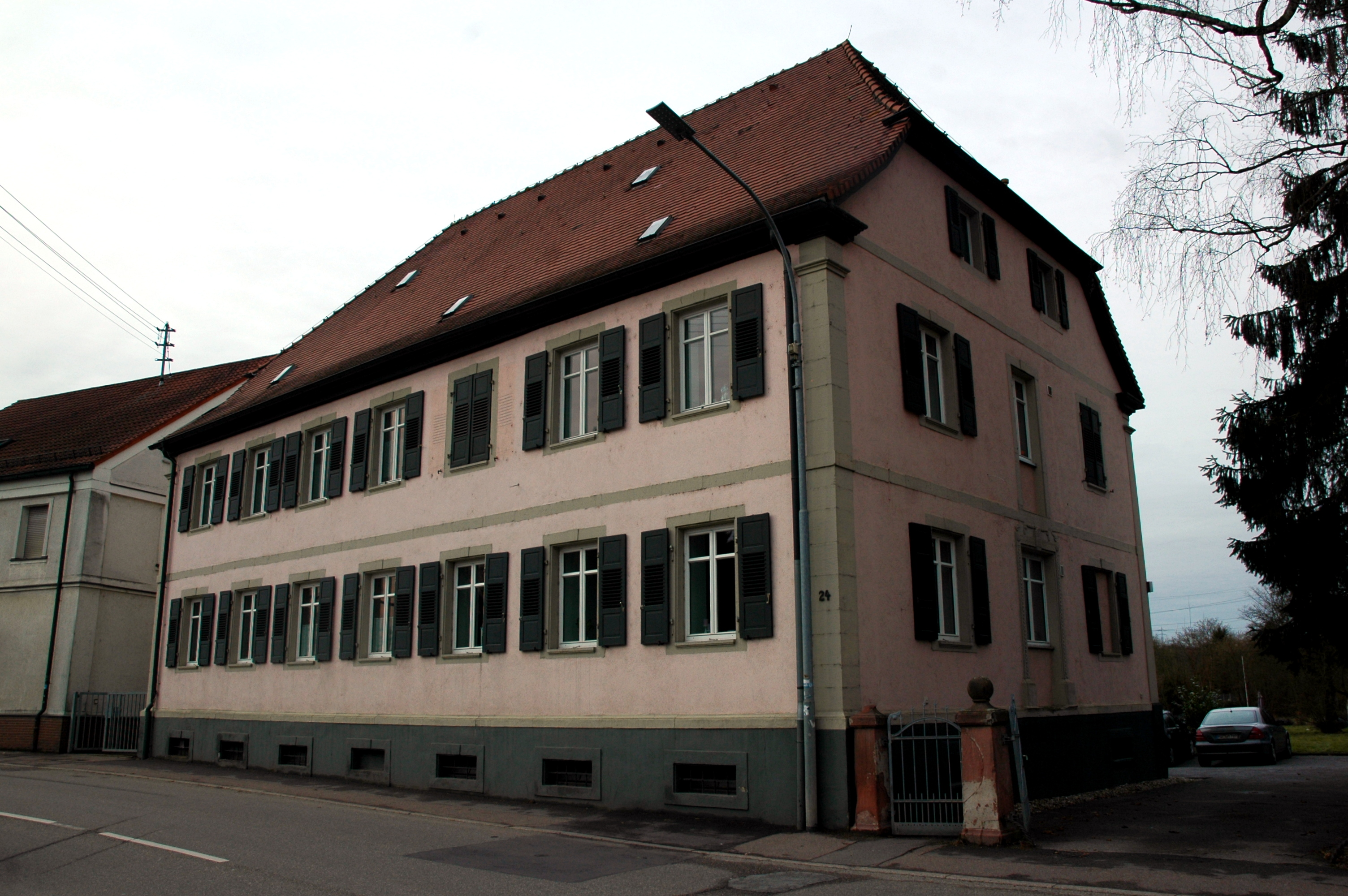
Das Wohnhaus Georg Peter Maurers in der heutigen Bahnhofstraße 24 in Meckesheim

Während die Inschrift seines Grabsteins Maurers Wirken sehr lobt, soll der „alte Schulz“ bei den Bürgern Meckesheims unbeliebt und gefürchtet gewesen sein. Seine Eigenwilligkeit ist heute noch Legende. Es gibt eine Überlieferung, beim Begräbnis Maurers sei der Sarg verdächtig leicht gewesen, und der Schulz habe vom Dachfenster seines Hauses aus seinem eigenen Trauerzug zugesehen. Nach seinem Tod hielt sich bis ins 20. Jahrhundert hinein im Ort die Furcht, dass der alte Schultheiß Maurer noch immer auf dem Dachboden seines Hauses als ruheloser Geist mit seinem Kopf unter dem Arm umgehe. Maurer hatte sein Haus in der heutigen Bahnhofstr. 24 erbaut. Zu seiner Zeit war das der „Badische Hof“, ein Gasthaus mit Metzgerei.
In Irma von Drygalskis historisch fundiertem Roman Der Bauernprophet kommt Georg Peter Maurer als scharf gezeichnete Gegenfigur zum Protagonisten vor.